# Modesto Larrea y Carrión
José Modesto Larrea y Carrión, né en 1799 et mort le 11 avril 1861, est un homme politique équatorien. Il fut vice-président de la République de 1831 et 1834 sous le mandat du président Juan José Flores.